# The Red Suitcase
The Red Suitcase (in francese: La Valise rouge) è un cortometraggio del 2022 diretto da Cyrus Neshvad. È stato candidato nel 2023 all'Oscar al miglior cortometraggio.

## Trama
Ariane è una ragazza musulmana di 16 anni con un talento artistico. All'arrivo nell'aeroporto di Lussemburgo dall'Iran, scopre che il padre ha combinato il suo matrimonio con un uomo molto più anziano, in attesa all'aeroporto. Per fuggire dall'uomo e dal matrimonio Ariane si toglie l'hijab e cambia i suoi soldi in euro. L'uomo, tuttavia, dopo aver scoperto il piano della ragazza, inizia a cercarla nel terminal. Ariane si precipita su un autobus vicino per fuggire, dove l'uomo la raggiunge senza accorgersi di lei. Solo dopo aver scampato il pericolo, Ariane legge un messaggio del padre che la prega di tornare a casa, spegne il telefono e aspetta nel bagagliaio che l'autobus parta.

## Produzione
Il film è stato girato in 6 giorni all'aeroporto di Lussemburgo ed è stato prodotto e diretto da Cyrus Neshvad. In un'intervista a No Film School, Neshvad afferma di aver sviluppato l'idea per La valigia rossa dopo aver parlato con sua madre iraniana delle sue audizioni sulle donne che scompaiono in Iran.

## Riconoscimenti
2023 - Premio Oscar
- Candidatura per il miglior cortometraggio.